# Igor Jaroslawitsch
Igor Jaroslawitsch (russisch Игорь Ярославич; * 1034/1036; † 1060) war Fürst von Wolhynien (1054–1057) und Fürst von Smolensk (1057–1060). Er war ein Sohn  Jaroslaws des Weisen und dessen Ehefrau Ingegerd.

## Leben
Sein Geburtsjahr ist nicht überliefert, entweder 1034/35 oder 1036.
1054 wurde er  nach dem Tod des Vaters Fürst von Wolhynien. 1057 wurde er nach dem Tod des Bruders Wjatscheslaw Fürst von Smolensk. 1060 starb er. Er wurde in der Kathedrale von Tschernihiw begraben.

## Nachkommen
Der Name einer Ehefrau ist nicht überliefert, wahrscheinlich war es nicht Kunigunde von Orlamünde.
Igor hatte (mindestens) zwei Söhne
- Dawid, Fürst von Tmutarakan (1081–1082), Wolhynien (1086–1100) und Busk (1100–1112)
- Wsewolod